# 홀마크 채널

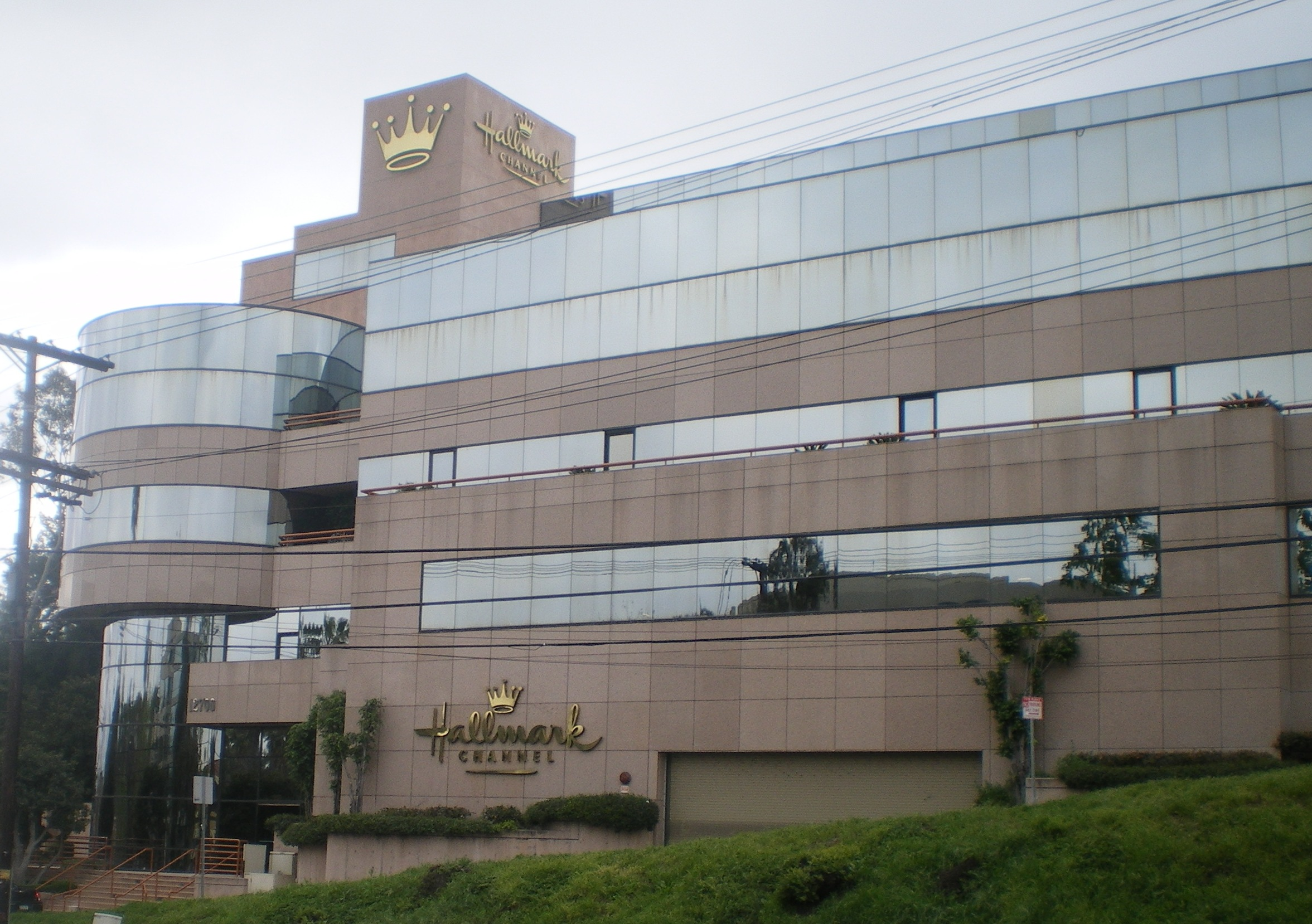

홀마크 채널(Hallmark Channel)은 미국의 텔레비전 방송사이다. 크라운 미디어 홀딩스에서 운영 중이며, 주로 TV 영화, 드라마 등을 방영하고 있다.